# Mirko Corsano
Mirko Corsano (Casarano, 28 de outubro de 1973) é um ex-jogador de voleibol da Itália que competiu nos Jogos Olímpicos de 2000 e 2008.
Em 2000, ele fez parte da equipe italiana que conquistou a medalha de bronze no torneio olímpico, no qual atuou em oito partidas. Oito anos depois, ele jogou em cinco confrontos e finalizou na quarta colocação com o conjunto italiano no campeonato olímpico de 2008.